# ریزدهانان
ریزدهانان (نام علمی: Microstomidae) نام یک خانواده از راسته بزرگ‌دهان‌سانان است.